# Nintendo DS
Ne doit pas être confondu avec Nintendo 3DS, Nintendo DSi, Nintendo DSi XL ou Nintendo DS Lite.
Pour les articles homonymes, voir DS et NDS.
 (avril 2017).
La Nintendo DS (ニンテンドーDS, Nintendō Dī Esu, DS pour Dual Screen, Double Screen au Japon), est une console portable créée par Nintendo, sortie fin 2004 au Japon et en Amérique du Nord et en 2005 en Europe.
Elle est équipée de plusieurs fonctions auparavant rares, voire inédites dans le domaine du jeu vidéo portable, telles que deux écrans rétro-éclairés simultanément dont un écran tactile, un microphone, deux ports cartouche (un pour les jeux Nintendo DS, un autre pour les cartouches de jeu Game Boy Advance et les accessoires), deux haut-parleurs compatibles surround (virtuel), ou encore le Wi-Fi intégré, d'une portée de 10 à 30 mètres en LAN, permettant de connecter seize consoles entre elles, et de se connecter au Nintendo Wi-Fi Connection pour jouer en ligne.
En 2006, Nintendo commercialise la Nintendo DS Lite, un modèle révisé plus petit et léger de la console. En 2008, Nintendo lance la Nintendo DSi, nouvelle révision de la console avec de nouveaux ajouts, tels que la présence de deux caméras.
La Nintendo DS, avec ses différentes variantes, est aujourd'hui la console portable la plus vendue de tous les temps et la deuxième console la plus vendue en prenant en compte les consoles de salon, juste derrière la PlayStation 2 de Sony. Son jeu phare, New Super Mario Bros., est quant à lui l'un des jeux les plus vendus du monde.

## Histoire

### Développement
À l'origine, l'idée était de mettre sur le marché une machine pour faire patienter les joueurs en attendant une nouvelle version de la Game Boy. Le 13 novembre 2003, Nintendo a annoncé qu'il allait sortir une nouvelle console en 2004. Le 20 janvier 2004, la console a été annoncée sous le nom de code Nintendo DS (Developer's System). En mars 2004, le nom de code a été changé en Nitro. En mai 2004, le nom de code a été modifié pour revenir à Nintendo DS et la console a été dévoilée sous forme de prototype lors de l'Electronic Entertainment Expo (E3). Il s'agit d'un prototype présenté à seulement quelques journalistes avec des jeux tels que Metroid Prime ou encore Mario Kart en version préliminaire. Elle reprend en partie le design de certaines Game and Watch. Le 28 juillet 2004, le nom définitif et l'aspect de la console sont dévoilés. DS veut désormais dire Dual Screen, le cadre noir cernant les écrans est supprimé et divers détails sont revus.

### Fin de carrière
En 2009, la production du premier modèle se termine[réf. nécessaire].
En 2011, la production du modèle Lite se termine marquant ainsi la fin définitive du support de la GameBoy Advance[réf. nécessaire].
En 2012, la production de la DSi se termine et seul le modèle XL continue d'être en production, c'est aussi en cette année que la DS (tous modèles confondus), devient la console la plus vendue au monde devant la PS2 dont la production s'est terminée le 30 novembre[réf. nécessaire].
Fin avril 2013, Nintendo annonce dans un rapport financier la fin de la production du dernier modèle, la DSi XL. Ce même rapport indique en outre que la DS, toutes versions confondues, s’est écoulée à 153,87 millions d’exemplaires depuis son lancement, neuf ans plus tôt,.

## Console

### Modèles dérivés

#### Nintendo DS Lite

Logo de la Nintendo DS Lite.

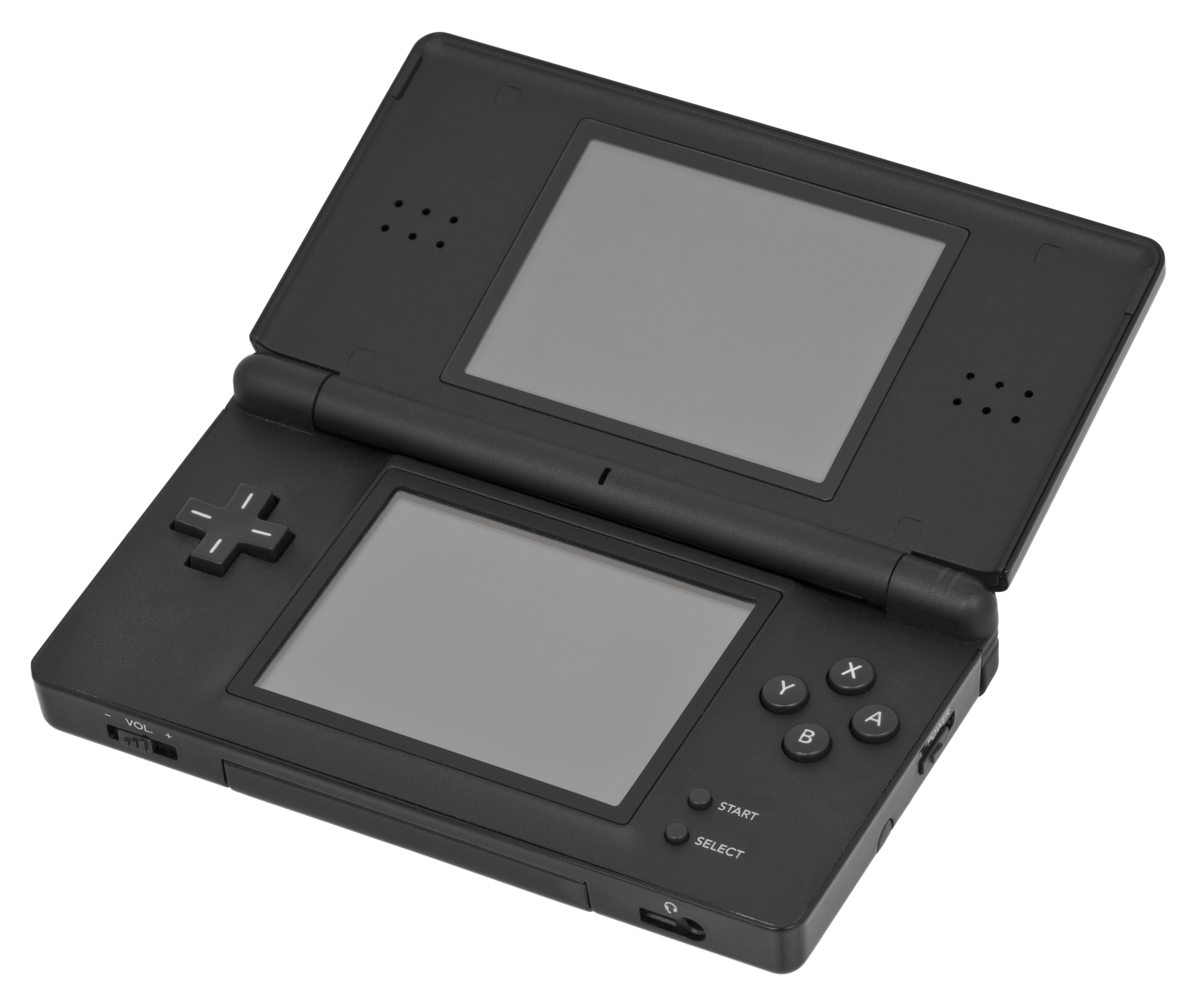
Nintendo DS Lite.

Les modifications par rapport à la Nintendo DS sont :
- 41 % plus petite et 21 % plus légère que la DS originale
- Deux écrans beaucoup plus lumineux et contrastés (éclairage réglable selon 4 niveaux de luminosité, permettant une visibilité agréable dans un environnement lumineux)
- Croix directionnelle réduite de 16 % par rapport à la DS originale ; en revanche les boutons A/B/X/Y gardent les mêmes dimensions que sur la première version de DS. Les boutons Start et Select se retrouvent désormais sous les boutons A/B/X/Y.
- Stylet d'un diamètre supérieur d'1 mm et plus long d'1 cm par rapport au stylet d'origine. Il se range latéralement.
- Durée de la batterie : 15-19 heures de jeu avec la luminosité la moins forte, 5 heures de jeu avec la luminosité la plus forte.
- Port Game Boy Advance moins profond : les cartouches GBA dépassent de 1,2 cm. De plus, le port est comblé par une cartouche vierge ce qui permet d'éviter la détérioration et permet de compléter le design de la console (l'emplacement des cartouches Game Boy Advance peut être utilisé pour y placer une cartouche vibrante).
- La dragonne n'est plus fournie.
- Design proche de celui de la Wii, croix directionnelle identique à celle de la Game Boy Micro.
- Microphone déplacé entre les deux écrans.
- Bouton Power, avec système à glissière, placé sur le côté droit de la console.
- Le réglage du volume est plus précis.
- 7 coloris sont disponibles en Europe : Blanc, Noir, Rose, Argent, ainsi que Rouge, Vert et Turquoise.

Note : La Nintendo DS Lite, avec ses 93,84 millions de ventes, est la console portable la plus vendue de tous les temps.

#### Nintendo DSi

Logo de la Nintendo DSi.

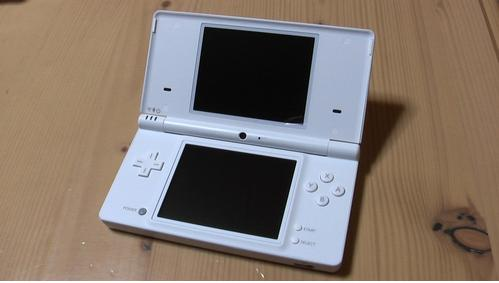
Nintendo DSi.

Deux objectifs sont disponibles (un intérieur et un extérieur) de 0,3 Mégapixel, un lecteur de cartes SD, un navigateur Web Nintendo DSi Browser intégré et un lecteur audio supportant uniquement le format AAC. Les photos prises peuvent être modifiées à l'aide de l'écran tactile et sauvegardées sur une carte SD.
Le Nintendo DSi possède aussi une mémoire interne, afin de télécharger divers programmes via le DSiWare à l'aide des Nintendo Points.
Le design du Nintendo DSi est très similaire à celui du Nintendo DS Lite et les jeux du Nintendo DS et du Nintendo DS Lite sont compatibles mais plus ceux de la Game Boy Advance. En effet, afin de rendre la console plus fine et plus légère que la Nintendo DS Lite (la console perd 12 % de sa masse et 2,6 mm d'épaisseur) et pour réduire les coûts de production, l'emplacement pour cartouches Game Boy Advance a été supprimé.

#### Nintendo DSi XL

Logo de la Nintendo DSi XL.

Connue au Japon sous le nom de Nintendo DSi LL (ニンテンドーDSi LL), elle dispose de deux écrans, dont un tactile, de 4,2 pouces contre les 3,25 pouces de ceux de la Nintendo DSi. Elle est destinée à donner à ses utilisateurs un meilleur confort visuel. Ses écrans ont une diagonale 30 % plus grande que ceux d'une Nintendo DS Lite (la surface augmente de 93 %, soit presque le double).
Néanmoins la définition d'écran reste la même que sur les anciennes Nintendo DS, et il apparaît parfois, sur certains jeux, des pixels un peu plus visibles : 100 livres classiques et Pokémon version Noire et Blanche par exemple.
Un nouveau stylet, plus gros, en forme de stylo est fourni à l'achat. La Nintendo DSi XL est disponible en 2 coloris à sa sortie : bordeaux et chocolat. Plus tard, elle sera disponible en 5 autres coloris : bleu foncé, bleu, jaune, rouge et vert.
À l’automne 2010, à l'occasion du 25e anniversaire de Mario, Nintendo a proposé une Nintendo DSi XL de couleur rouge en édition limitée.
La console pèse désormais 310 grammes soit environ 100 grammes de plus que la Nintendo DSi et la Nintendo DS Lite et 40 grammes de plus que la première Nintendo DS.

### Couleurs et éditions limitées
Nintendo DS :

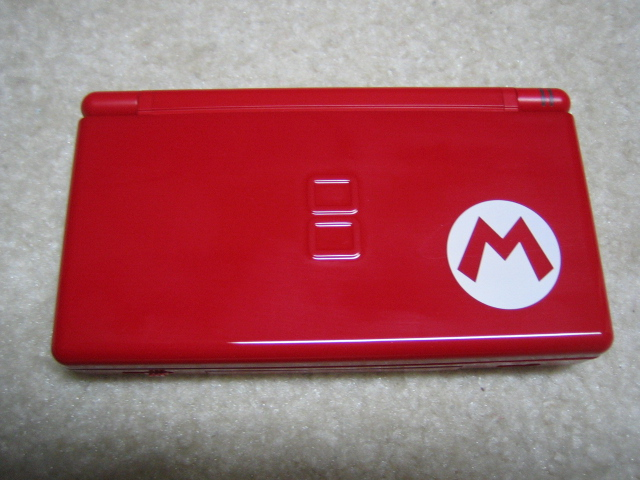
Une Nintendo DS Lite Mario édition limitée.

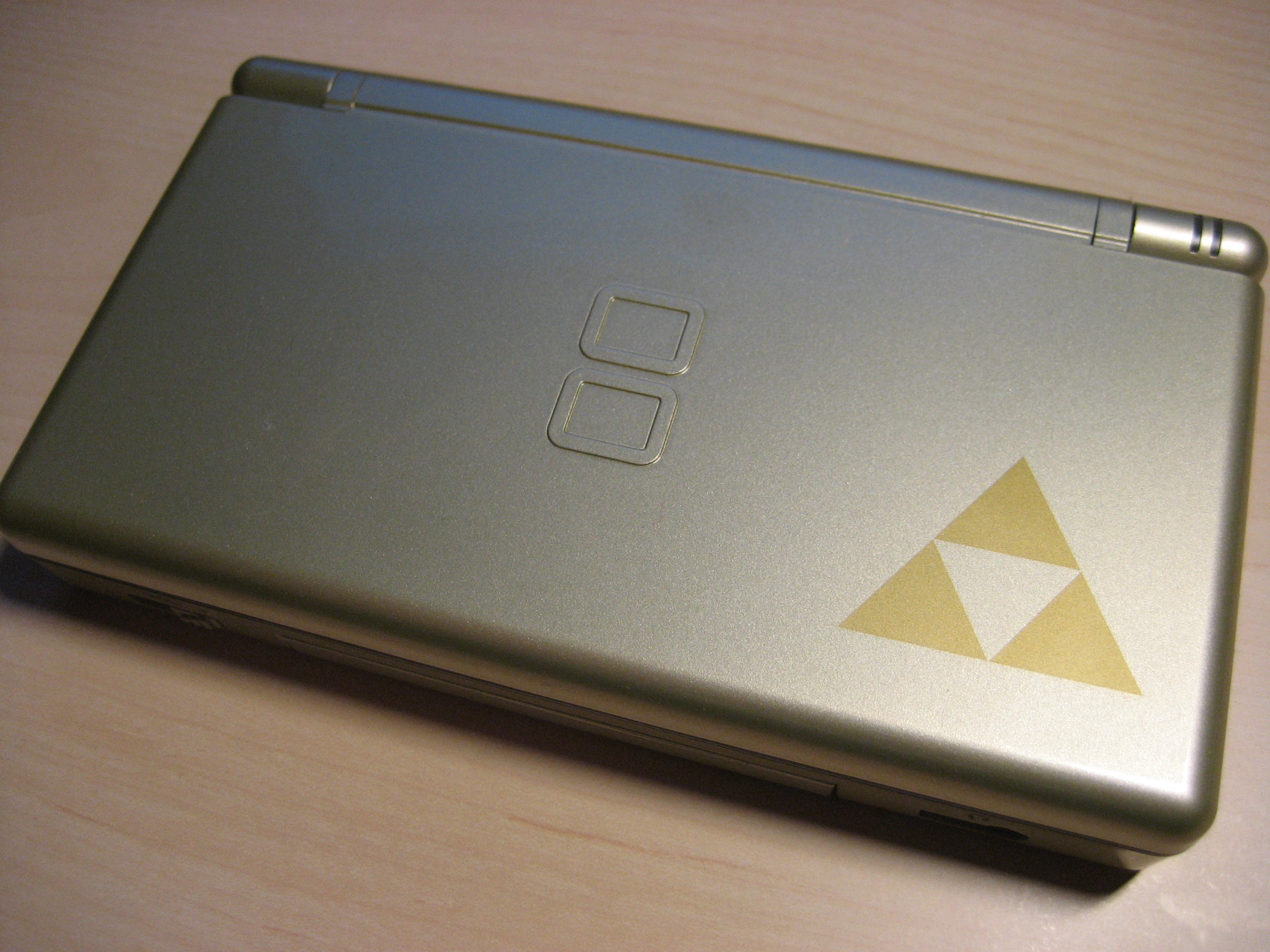
Une Nintendo DS Lite The Legend of Zelda

- Couleurs : bleu turquoise, rose pâle, noir, vert pomme, gris, rouge, blanc[Note 1].
- Éditions limitées : Electroplankton (2005, bleue trouée), Pokémon Center (2005, mauve), Nintendo Hot Summer Campaign (2005, 5 coloris, 1000 exemplaires en tout), Hot Rod Red (2005, rouge et argentée, bundle Mario Kart DS), Bleach (2006, blanche, 50 exemplaires), Doraemon DS (2006, blanche, 100 exemplaires), Nintendo World E3 2006 (50 exemplaires).

Nintendo DS Lite :
- Japon : Crystal White (blanc), Ice Blue (bleu clair), Enamel Navy (bleu marine), Noble Pink (rose), Metallic Pink (rose métal), Jet Black (noir), Gloss Silver (argent), Crimson/Black (rouge et noir) et Cobalt/Black (bleu et noir).
- États-Unis : Polar White (blanc), Coral Pink (rose), Onyx (noir), Crimson/Black (rouge et noir) et Cobalt/Black (bleu et noir).
- Europe : blanc éclatant, noir brillant, rose, argent, turquoise, rouge sang, bleu glace (ice) et vert Yoshi.
- Éditions limitées : The Legend Of Zelda : Phantom Hourglass (dorée avec une petite triforce jaune), Dialga et Palkia (2006, Noir avec des designs Dialga et Palkia), Pikachu (2007, Jaune avec la tête de Pikachu)[10], Guitar Hero (2008, gris avec un logo Guitar Hero), Mario (rouge avec l'emblème de Mario)[réf. nécessaire].

Nintendo DSi :
- Couleurs : Noir, Blanc, Rouge vif, Bleu turquoise, Bleu marine.
- Éditions limitées : Pokémon version Noire (DSi noire avec le Pokémon principal de la version Noire, Reshiram, dessiné sur le revers de la console et accompagnée du jeu Pokémon version Noire) et Blanche (DSi blanche avec le Pokémon principal de la version blanche, Zekrom, dessiné sur le revers de la console et accompagné du jeu Pokémon version Blanche).

Nintendo DSi XL (LL au Japon) :
- Couleurs : Blanc (uniquement au japon), Marron/Beige, Noir, Bleu Marine « Game Boy », vert, jaune.
- Éditions limitées : 25 ans de Mario (rouge, accompagnée du jeu New Super Mario Bros.).

### Tableau technique de comparaison
|                             | Nintendo DS | Nintendo DS Lite | Nintendo DSi | Nintendo DSi XL |
| --------------------------- | --- | --- | --- | --- |
| Représentation              | Nintendo DS | Nintendo DS Lite | Nintendo DSi | Nintendo DSi XL |
| Ventes                      | 18,79 millions | 93,86 millions | 28,44 millions | 12,93 millions |
| En production               | Non | Non | Non | Non |
| Dimensions (console fermée) | 148,7 × 84,7 × 28,9 mm | 133 × 73,9 × 21,5 mm | 137,0 × 74,9 × 18,9 mm | 161 × 91,4 × 21,2 mm |
| Masse                       | 270 g | 220 g | 210 g | 310 g |
| Écran supérieur             | LCD, 76 mm (3,0 pouces) de diagonale, éclairé par lumière diffusée, définition de 256 × 192 pixels, pitch de 0,238 mm, 260 000 couleurs. Éclairage ON/OFF. | TFT semi-transparent, 79 mm (3,12 pouces) de diagonale, rétro-éclairé, définition de 256 × 192 pixels, pitch de 0,247 mm, 260 000 couleurs. 4 niveaux de rétro-éclairage. | TFT semi-transparent, 82 mm (3,25 pouces), rétro-éclairé, définition de 256 × 192 pixels, pitch de 0,257 mm, 260 000 couleurs. 5 niveaux de rétro-éclairage. | TFT semi-transparent, 106 mm (4,2 pouces), rétro-éclairé, définition de 256 × 192 pixels, pitch de 0,333 mm, 260 000 couleurs. 5 niveaux de rétro-éclairage. |
| Écran inférieur             | Idem avec un écran tactile résistif analogique transparent. | Idem avec un écran tactile résistif analogique transparent. | Idem avec un écran tactile résistif analogique transparent. | Idem avec un écran tactile résistif analogique transparent. |
| Communication sans fil      | - Norme IEEE 802.11b ; - WEP supporté uniquement - Format Nintendo propriétaire NiFi (communique uniquement entre DS et assimilées) ; - Portée jusqu'à 30 mètres ; - Game Sharing : sur certains jeux, plusieurs joueurs peuvent jouer avec une seule cartouche DS grâce à la fonction de téléchargement d'applications ; - Accès au Nintendo Wi-Fi Connection : service de jeu en ligne gratuit pour les jeux Nintendo DS compatibles ; - Possibilité de télécharger des démos de jeux auprès de bornes Wi-Fi certifiées Nintendo dans des magasins de jeux vidéo. L'application n'est pas sauvegardable, pour rejouer après avoir éteint la console, il faut re-télécharger la démo ; - Navigateur « Nintendo DS Browser », vendu avec une cartouche d'extension de mémoire. | - Norme IEEE 802.11b ; - WEP supporté uniquement - Format Nintendo propriétaire NiFi (communique uniquement entre DS et assimilées) ; - Portée jusqu'à 30 mètres ; - Game Sharing : sur certains jeux, plusieurs joueurs peuvent jouer avec une seule cartouche DS grâce à la fonction de téléchargement d'applications ; - Accès au Nintendo Wi-Fi Connection : service de jeu en ligne gratuit pour les jeux Nintendo DS compatibles ; - Possibilité de télécharger des démos de jeux auprès de bornes Wi-Fi certifiées Nintendo dans des magasins de jeux vidéo. L'application n'est pas sauvegardable, pour rejouer après avoir éteint la console, il faut re-télécharger la démo ; - Navigateur « Nintendo DS Browser », vendu avec une cartouche d'extension de mémoire. | - Norme IEEE 802.11g ; - WPA2 supporté, mais limité aux fonctions DSi ; - Format Nintendo propriétaire NiFi (communique uniquement entre DS et assimilées) ; - Portée jusqu'à 30 mètres ; - Game Sharing : sur certains jeux, plusieurs joueurs peuvent jouer avec une seule cartouche DS grâce à la fonction de téléchargement d'applications ; - Accès au Nintendo Wi-Fi Connection : service de jeu en ligne gratuit pour les jeux Nintendo DS compatibles ; - Possibilité de télécharger des démos de jeux auprès de bornes Wi-Fi certifiées Nintendo dans des magasins de jeux vidéo. L'application n'est pas sauvegardable, pour rejouer après avoir éteint la console, il faut re-télécharger la démo ; - Navigateur « Nintendo DSi Browser » téléchargeable gratuitement via la boutique Nintendo DSi. | - Norme IEEE 802.11g ; - WPA2 supporté, mais limité aux fonctions DSi ; - Format Nintendo propriétaire NiFi (communique uniquement entre DS et assimilées) ; - Portée jusqu'à 30 mètres ; - Game Sharing : sur certains jeux, plusieurs joueurs peuvent jouer avec une seule cartouche DS grâce à la fonction de téléchargement d'applications ; - Accès au Nintendo Wi-Fi Connection : service de jeu en ligne gratuit pour les jeux Nintendo DS compatibles ; - Possibilité de télécharger des démos de jeux auprès de bornes Wi-Fi certifiées Nintendo dans des magasins de jeux vidéo. L'application n'est pas sauvegardable, pour rejouer après avoir éteint la console, il faut re-télécharger la démo ; - Navigateur « Nintendo DSi Browser » téléchargeable gratuitement via la boutique Nintendo DSi. |
| Contrôles                   | - Croix multidirectionnelle et boutons A/B/X/Y, L/R et Start et Select ; - Écran tactile ; - Microphone. | - Croix multidirectionnelle et boutons A/B/X/Y, L/R et Start et Select ; - Écran tactile ; - Microphone. | - Croix multidirectionnelle et boutons A/B/X/Y, L/R et Start et Select ; - Écran tactile ; - Microphone ; - Deux objectifs photographiques, intérieur et extérieur de 0,3 Mégapixel (uniquement pour certaines applications Nintendo DSi). | - Croix multidirectionnelle et boutons A/B/X/Y, L/R et Start et Select ; - Écran tactile ; - Microphone ; - Deux objectifs photographiques, intérieur et extérieur de 0,3 Mégapixel (uniquement pour certaines applications Nintendo DSi). |
| Entrées/Sorties             | - Port pour les cartes de jeux Nintendo DS ; - Port pour les cartouches Game Boy Advance et les accessoires ; - Entrée pour microphone (format propriétaire), sortie pour casque (format mini jack) ; - Son : haut-parleurs stéréo ; - Alimentation secteur (format propriétaire, compatible avec les alimentations Game Boy Advance SP). | - Port pour les cartes de jeux Nintendo DS ; - Port pour les cartouches Game Boy Advance et les accessoires ; - Entrée pour microphone (format propriétaire), sortie pour casque (format mini jack) ; - Son : haut-parleurs stéréo ; - Alimentation secteur (format propriétaire). | - Port pour les cartes de jeux Nintendo DS/DSi ; - Carte SD (sur la tranche droite) ; - Entrée pour microphone (format propriétaire), sortie pour casque (format mini jack) ; - Son : haut-parleurs stéréo ; - Alimentation secteur (format propriétaire). | - Port pour les cartes de jeux Nintendo DS/DSi ; - Carte SD (sur la tranche droite) ; - Entrée pour microphone (format propriétaire), sortie pour casque (format mini jack) ; - Son : haut-parleurs stéréo ; - Alimentation secteur (format propriétaire). |
| Alimentation                | Batterie au lithium-ion de 850 mAh pour 6 à 10 heures de jeu (avec le rétroéclairage). | Batterie au lithium-ion de 1000 mAh pour 15 à 19 heures de jeu avec la luminosité la moins forte, 5 à 8 heures de jeu avec la luminosité la plus forte. | Batterie au lithium-ion de 840 mAh pour 9 à 14 heures de jeu avec la luminosité la moins forte, 3 à 4 heures de jeu avec la luminosité la plus forte. | Batterie au lithium-ion de 1050 mAh pour 13 à 17 heures de jeu avec la luminosité la moins forte. |
| Alimentation                | Fonction veille (en repliant l'écran, uniquement avec les jeux DS). | | | |
| Processeurs                 | - Processeur principal : ARM946E-S (66 MHz) ; - Sous processeur : ARM7TDMI (33 MHz). | - Processeur principal : ARM946E-S (66 MHz) ; - Sous processeur : ARM7TDMI (33 MHz). | - Processeur principal : ARM9 (133 MHz) ; - Sous processeur : ARM7 (33 MHz). | - Processeur principal : ARM9 (133 MHz) ; - Sous processeur : ARM7 (33 MHz). |
| Mémoire                     | - Principale : 4 Mo (jusqu'à 32 Mo via le port GBA) ; - ARM9 : 32+16 ko ; - ARM7/9 partagée : 32 ko ; - ARM7 : 64 ko ; - Vidéo : 656 ko. | - Principale : 4 Mo (jusqu'à 32 Mo via le port GBA) ; - ARM9 : 32+16 ko ; - ARM7/9 partagée : 32 ko ; - ARM7 : 64 ko ; - Vidéo : 656 ko. | - Principale : 16 Mo ; - ARM9 : 32+16 ko ; - ARM7/9 partagée : 32 ko ; - ARM7 : 64 ko ; - Vidéo : 656 ko. | - Principale : 16 Mo ; - ARM9 : 32+16 ko ; - ARM7/9 partagée : 32 ko ; - ARM7 : 64 ko ; - Vidéo : 656 ko. |
| Affichage                   | - Moteur 2D : - 4 couches max ; - 128 sprites max. - Moteur 3D : - transfert de coordonnées : 4 millions par seconde ; - 120 000 polygones par seconde ; - 30 millions de pixels par seconde. | - Moteur 2D : - 4 couches max ; - 128 sprites max. - Moteur 3D : - transfert de coordonnées : 4 millions par seconde ; - 120 000 polygones par seconde ; - 30 millions de pixels par seconde. | - Moteur 2D : - 4 couches max ; - 128 sprites max. - Moteur 3D : - transfert de coordonnées : 4 millions par seconde ; - 120 000 polygones par seconde ; - 30 millions de pixels par seconde. | - Moteur 2D : - 4 couches max ; - 128 sprites max. - Moteur 3D : - transfert de coordonnées : 4 millions par seconde ; - 120 000 polygones par seconde ; - 30 millions de pixels par seconde. |
| Divers                      | - Logiciel PictoChat intégré qui permet jusqu'à 16 personnes de discuter ensemble dans un même salon, le logiciel permet 4 salons nommés A, B, C et D (le PictoChat n'est pas compatible avec la Nintendo Wi-Fi Connection) ; - Horloge, date, alarme et date d'anniversaire ; - Sauvegarde du profil de l'utilisateur (pseudonyme, langue, coloris d'interface, écran de jeu GBA) ; - Langues : anglais, japonais, espagnol, français, allemand, italien, coréen. | - Logiciel PictoChat intégré qui permet jusqu'à 16 personnes de discuter ensemble dans un même salon, le logiciel permet 4 salons nommés A, B, C et D (le PictoChat n'est pas compatible avec la Nintendo Wi-Fi Connection) ; - Horloge, date, alarme et date d'anniversaire ; - Sauvegarde du profil de l'utilisateur (pseudonyme, langue, coloris d'interface, écran de jeu GBA) ; - Langues : anglais, japonais, espagnol, français, allemand, italien, coréen. | - L'OS de la console est zoné mais peut lire les jeux Nintendo DS qui n'ont pas de région (par opposition aux Nintendo DSiWares qui en ont) ; - La console a été publiée à son lancement en divers coloris selon les régions ; - Lecture possible du format audio AAC (M4A) ; - Les fonctions PictoChat et téléchargement DS (des modèles précédents) sont toujours disponibles. La console est également paramétrable pour les fonctions d'horloge/calendrier, d'alarme, et d'anniversaire. | - L'OS de la console est zoné mais peut lire les jeux Nintendo DS qui n'ont pas de région (par opposition aux Nintendo DSiWares qui en ont) ; - La console a été publiée à son lancement en divers coloris selon les régions ; - Lecture possible du format audio AAC (M4A) ; - Les fonctions PictoChat et téléchargement DS (des modèles précédents) sont toujours disponibles. La console est également paramétrable pour les fonctions d'horloge/calendrier, d'alarme, et d'anniversaire. |

## Logiciels et fonctionnalités

### Jeux
Grâce à la rétrocompatibilité, la Nintendo DS et la Nintendo DS Lite bénéficient également de la ludothèque de la Game Boy Advance mais, la console ne possédant pas de port link, le multijoueur n'est pas possible (possible seulement en Wi-Fi). Les jeux Game Boy et Game Boy Color ne sont pas compatibles, comme la Game Boy Micro.

### PictoChat
PictoChat est la contraction de pictogramme et de chat. Le PictoChat permet, grâce à la communication sans fil Nintendo DS, de communiquer grâce à un clavier virtuel et une possibilité de dessiner dans la fenêtre de conversation. Ce logiciel de chat est inclus dans toutes les versions de la Nintendo DS et ne nécessite pas d'achat de cartouche supplémentaire. Elle permet aussi de discuter avec plusieurs personnes en même temps. Pictochat a une interface très simpliste constitué de 4 salons de Chat.

### Jeu en réseau
Fort d'une longue expérience (les Game Boy communiquaient déjà grâce à un câble en 1989), Nintendo a cette fois-ci implanté sur la plupart de ses jeux la possibilité de jouer en réseau sans fil en Wi-Fi. Avec une seule carte, il est possible de jouer à plusieurs. En effet, les autres consoles sans cartouche téléchargent la version multijoueur du jeu présent dans la cartouche principale, ce qui accroît les possibilités de jeu à plusieurs. Toutefois, les jeux à une seule cartouche sont quelquefois limités par rapport aux modes où chaque participant possède une cartouche, et la Nintendo DS n'accepte que la sécurité de réseau WEP, de moins en moins utilisé pour sa faible sécurité et sa mauvaise réputation.
Des réunions de joueurs se sont d'ailleurs développées dans plusieurs pays dans le but d'utiliser la capacité de leur console portable en mode multijoueur. Ces réunions, appelées « DS in » suivie du nom de la ville de rencontre, sont notamment présentes un peu partout en France (Lille, Paris, Bordeaux...). En effet, avec certains jeux compatibles avec cette fonction, la console de Nintendo permet à un nombre variable de personnes (de 2 à 16) de jouer avec une seule cartouche et sans fil (via le Wi-Fi). Par extension, ces rendez-vous sont devenus l'occasion d'essayer de nouveaux jeux, de parler d'applications ou d'affronter des adversaires via des tournois. Le record officiel (validé par un représentant du Livre Guinness des records) a réuni exactement 381 personnes et leurs Nintendo DS lors d’un évènement qui s’est déroulé le 12 octobre 2007 en Australie, le DS in Parramatta.

### Accessoires officiels
Plusieurs accessoires se placent dans le port GBA de la Nintendo DS :
- Un kit vibration compatible notamment avec Metroid Prime Pinball, Mario et Luigi : Les Frères du temps, Starfox Command Diddy Kong Racing DS, Picross DS, Hotel Dusk: Room 215, TrackMania DS, Metroid Prime Hunters et Colin McRae: Dirt 2.
- Une version du navigateur web Opera pour Nintendo DS est sortie le 24 juillet 2006 au Japon, et est disponible depuis le 6 octobre 2006 en Europe. Elle cumule les points faibles, notamment l'absence de la possibilité de naviguer sur des sites en flash et de lire les vidéos. Depuis février 2010 le Nintendo DSi Browser est fourni gratuitement sur Nintendo DSi.
- Une cartouche d'extension mémoire, qui est fournie avec Opera pour Nintendo DS, qui augmente la mémoire vive de la console de 8 Mo, soit 12 Mo de mémoire vive au total.
- Un lecteur de cartes SD (le Play-Yan (en) compatible GBA/SP) pour pouvoir voir des films et écouter de la musique (autonomie de 4 heures pour le visionnage de films, 8 heures et plus pour la lecture de MP3).

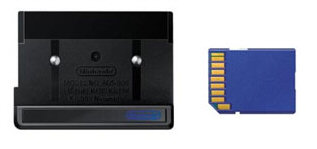
Play Yan. Différence de taille entre une cartouche GBA et une carte SD.

- Une cartouche imitant une guitare de 4 touches est incluse dans le jeu Guitar Hero: On Tour. Elle est utilisée en complément de l'écran tactile pour permettre au joueur d'interagir avec le jeu.

D'autres accessoires sont inclus dans certains jeux, notamment au Japon (stylet rose dans Touch! Kirby's Magic Paintbrush, stylet jaune dans Pac-Pix, dragonne et stylet dans Gyakuten Saiban, etc.).
Quelques accessoires non officiels sont sortis :[réf. nécessaire]
- tuner TV ;
- micro-casque, qui permet de parler plus aisément dans les jeux grâce à la voix sur IP ;
- un lecteur MP3 compatible avec la Nintendo DS, la Nintendo DS Lite mais aussi avec toutes les Game Boy Advance ; cette extension peut accueillir une carte SD allant jusqu'à 512 Mo ;
- disque dur haute technologie de 4 Go, ce disque fonctionne comme une cartouche et se connecte sur le même port, il permet de lire les films, les MP3, d'organiser et de sauvegarder ses fichiers.

### Connectivité
La Nintendo DS peut être reliée à la Wii, pour le téléchargement de données, le jeu en ligne ou pour servir de manette auxiliaire via la Connexion Wi-Fi Nintendo. Le système de jeu sur internet est assuré par GameSpy, une filiale d'IGN.

### DS Download Station

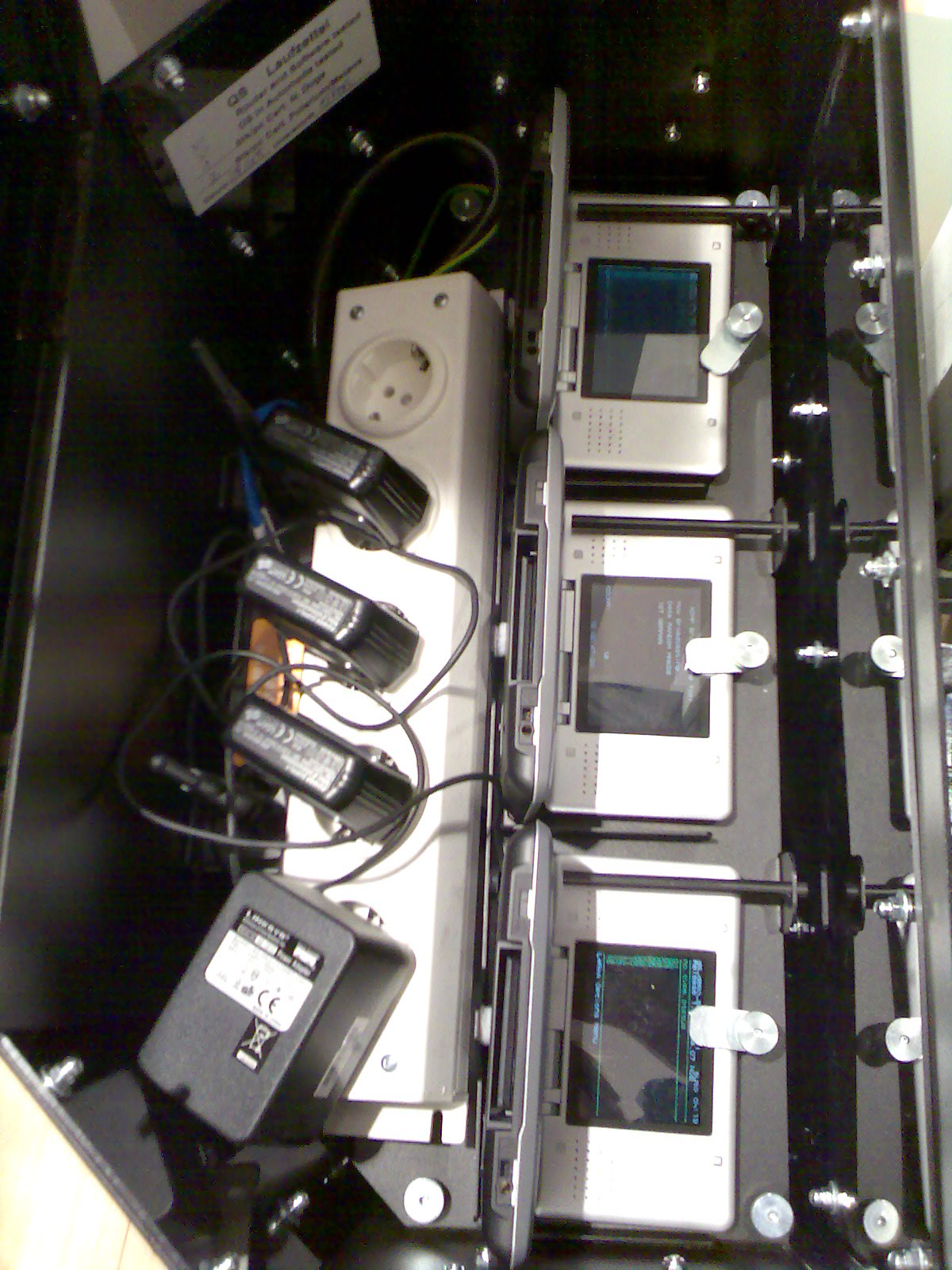
Download Station

La Download Station DS est un kiosque de démonstration lancé en 2006. Comme leur nom l'indique, ces kiosques sont utilisés pour télécharger des démonstrations et des vidéos sur Nintendo DS. Les jeux peuvent être téléchargés dans le menu « Téléchargement » présent sur la Nintendo DS, menu qui permet de choisir la Download Station à utiliser (s'il y en a plusieurs). Son utilisation se fait via un simple menu qui s'occupe de télécharger facilement les démos choisies par l'utilisateur. Les démos disparaissent une fois la console éteinte.
La Download Station n'est actuellement rien d'autre que des consoles DS classiques disponibles dans le commerce, enfermées dans une boite avec une cartouche spéciale « DS Download Station » insérée à l'intérieur. Les cartouches font office de serveur pour les clients qui téléchargent de nouvelles démo ou vidéos. Quand Nintendo actualise ses cartouches de démo chez les revendeurs, il leur suffit de changer la cartouche d'une DS contenue dans le coffret. Une Download Station ne peut distribuer qu'une seule démo ou vidéo à la fois, mais il est possible de connecter 15 personnes à la fois. Lorsque deux personnes téléchargent la même démo, un système de peer-to-peer se met en place, la première personne à télécharger la démo transmet une copie de ce qu'elle télécharge à l'autre personne. Si deux personnes téléchargent deux démos différentes, la deuxième personne doit attendre que la première personne ait fini de télécharger.
Les versions américaine et européenne sont complètement différentes des versions japonaises, qui utilisent 3 ordinateurs connectés entre eux.
La borne européenne contient un routeur D-link modifié en usine, et un Firmware modifié. Grâce à cela, n'importe quelle DS qui essaie de se connecter à internet (avec ou sans paramètre Wifi) est immédiatement reconnue ; le routeur empêche toute connexion d'appareil wifi qui n'est pas Nintendo.
Ce routeur a eu aussi pour but de fonctionner comme serveur de démo dynamique. Il devait permettre à Nintendo de distribuer facilement de nouvelles démos ou de nouveaux contenus sans passer par la distribution de nouvelles cartouches. Le projet fut abandonné à cause de la disparité des Download Station qui étaient connectées à internet, et les mesures de sécurité contraignantes engagées par Nintendo. Chaque borne Wifi devait avoir une IP déclarée aux serveurs de Nintendo Europe par une personne habilitée. Cette contrainte a rendu l'utilisation autonome quasi impossible et son coût plus élevé que de simples cartouches. il s'agissait de l’ancêtre du Nintendo Zone.

## Accueil

### Réception critique
Dès son annonce, la Nintendo DS avait fait couler beaucoup d'encre. En tant que « petit frère » de la mythique Game Boy et ses dérivés (Color, Advance, SP, Micro), elle se devait d'être une console révolutionnaire dans sa manière de faire jouer son acheteur. Lorsque le caractère tactile de l'écran du bas fut dévoilé, ainsi que le fait que la console comporterait deux écrans au lieu d'un seul, la future née de la firme fut plébiscitée par les médias et le public pour son originalité et sa prise en main (lors de sa première présentation où elle était jouable). L'utilisation des deux écrans n'est pas une première chez Nintendo, en effet, plusieurs Game and Watch d'une collection spécifique, appelée Multiscreen, possédaient deux écrans, et pour certains comme le modèle Donkey Kong, dans une disposition similaire à ceux de la DS.
- Écran supérieur fragile. (Nintendo DS)
- Charnière de l'écran supérieur pas assez résistante, surtout pour des enfants. (Nintendo DS, Nintendo DS lite, Nintendo DSi et Nintendo DSi XL)
- L'éclairage diffusé n'est pas assez efficace et rend les couleurs pâles. (Nintendo DS)
- Une peinture qui se raye facilement. (Nintendo DS)
- Réseau Wi-Fi protégé uniquement par clé WEP 128 bits (Nintendo DS et Nintendo DS lite). La Nintendo DSi permet la connexion Wifi par WPA, mais seulement pour les nouveaux jeux conçus pour DSi et le Nintendo DSi Browser : les anciens jeux ne peuvent utiliser que des connexions WEP même lorsqu'il fonctionnent sur une DSi. En pratique, seul le WEP est donc utilisable, et cela contraint les utilisateurs à garder un niveau de protection faible pour leur réseau domestique.
- Un écran inférieur tactile qui se dégrade facilement avec le temps (rayures), ce qui mène à des décalages entre l'endroit touché et l'endroit où la console repère le toucher, qui peuvent ne pas être réparables avec un recalibrage.

### Ventes

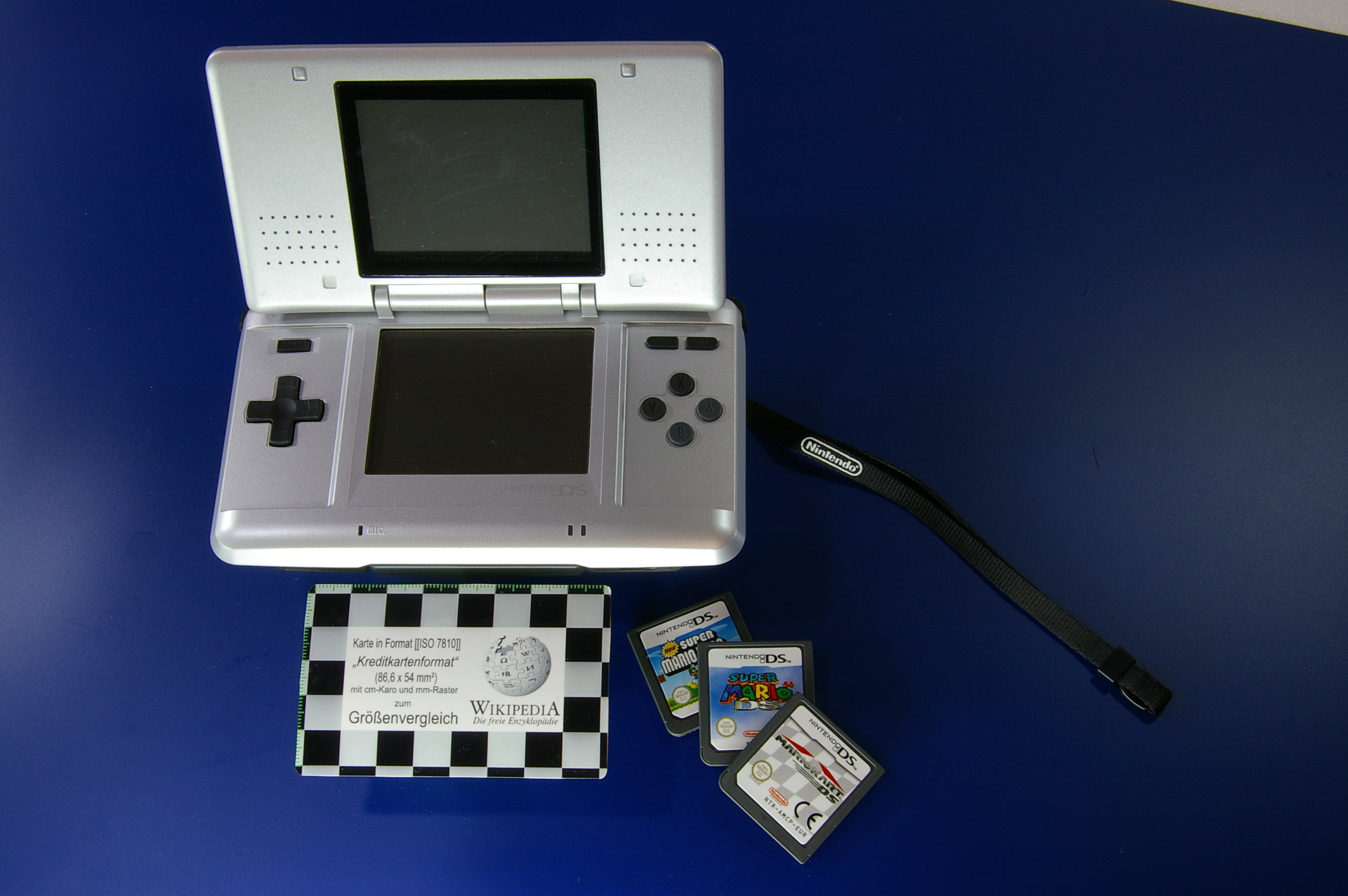
Une Nintendo DS avec des jeux Mario.

Le prix de la Nintendo DS varie suivant le continent, 150 $ (environ 100 €) en Amérique du Nord, 15 000 ¥ (environ 100 €) au Japon.
À sa sortie en Europe le 11 mars 2005, elle coûte 150 €. Pour faire face à la concurrence (principalement la PlayStation Portable), Nintendo baisse le prix de sa console de 25 €. Son prix est donc passé à 125 €. La Nintendo DS Lite coûte 145 € à sa sortie en Europe.
- La console connaît un bon démarrage au Japon avec environ 1,5 million d'exemplaires écoulés en un mois[15], principalement grâce aux succès de Super Mario 64 DS et WarioWare: Touched![16].
- Les ventes japonaises sont plus calmes durant l'année 2005 où la machine subit la concurrence de la PSP. Mais grâce à des jeux comme Brain Age, Nintendogs, Animal Crossing: Wild World et Mario Kart DS, la Nintendo DS connaît un succès énorme en fin d'année 2005, dépassant les 400 000[17], puis les 500 000[18] exemplaires vendus par semaine, ce qu'aucune console n'avait réalisé jusqu'alors.
- Le succès est moins important en occident, et Nintendo annonce donc quelques semaines plus tard la Nintendo DS Lite[19]. Ce nouveau modèle sort d'abord en mars au Japon et est suivi par la sortie de New Super Mario Bros. en mai et Pokémon Diamant et Perle en septembre. Le succès de la console tout au long de l'année 2006 est énorme : sur les 52 semaines de l'année, d'après les chiffres de Media Create, il y a 43 semaines où la Nintendo DS dépasse les 100 000 exemplaires[20]. Nintendo a vendu plus de 8 millions d'exemplaires en 2006 au Japon, ce qui reste aujourd'hui le record.
- Le lancement de la Nintendo DS Lite et de New Super Mario Bros. ainsi que de Brain Age permettent également aux ventes de la machine de décoller en Europe et aux États-Unis[21],[22]. Selon les données de Nintendo, c'est 21,18 millions d'exemplaires qui sont distribués dans le Monde en 2006, soit une progression de 83 % par rapport à l'année précédente[23].
- En juin 2006, douze mille Nintendo DS Lite sont volées[24]. Elles étaient destinées au marché européen, le manque à gagner est de presque deux millions d'euros (1 788 000 €).
- En janvier 2007, la DS atteint en Europe le seuil emblématique des 10 millions de consoles vendues[25], en établissant dans le même temps un nouveau record ; en effet, la DS est la console à avoir atteint le plus rapidement ce seuil. Moins d'une semaine plus tard, Nintendo annonce le même score pour les États-Unis[26].
- En mars 2007, Nintendo annonce avoir vendu plus de 3 millions de Nintendo DS au Royaume-Uni[27].
- En août 2007, Nintendo annonce avoir vendu plus de 3 millions de Nintendo DS en France[28].
- En mai 2008, la Nintendo DS s'est vendue à plus de 72 millions d'exemplaires dans le monde.
- En 2007, 29,18 millions d'exemplaires sont distribués dans le monde, puis, en 2008, la console devient la première à dépasser les 30 millions d'exemplaires distribués dans le monde en une année avec précisément 31,43 millions[29].
- Le 6 mars 2009, la Nintendo DS a atteint la cap des 100 millions d'exemplaires vendus[30].
- Le 16 octobre 2009, Nintendo est sur le point de créer une nouvelle version de la Nintendo DS[31], qui porte le nom de Nintendo DSi XL et sortira le 21 novembre 2009 au Japon soit près d'un an après la Nintendo DSi alors que les ventes de DSi baissent.
- Fin 2009, la Nintendo DS compte 8,4 millions d'exemplaires vendus en France selon les chiffres de GfK[32]. Le record de la PS2 s'élevait à 5,9 millions.
- Au 31 décembre 2009, les ventes mondiales de DS atteignent 125,13 millions d'exemplaires[33], dépassant celles de la Game Boy (118,42 millions).
- Le 1er juin 2011, Nintendo annonce une diminution du prix de la Nintendo DS Lite à 99 $.
- Fin 2010, elle devient la console la plus vendue de tous les temps, dépassant la PS2 et ses 140 millions d'exemplaires.
- En fin en production, la console s'est écoulée à un total de 154,02 millions d'exemplaires. La PlayStation 2 reprendra sa place de console la plus vendue avec plus de 155 millions d'exemplaires écoulés en fin de commercialisation.

La Nintendo DS se démarque également par les énormes succès de ses jeux. Au Japon, il s'agit de la console qui dispose du plus grand nombre de jeux ayant franchi le seuil des 5 millions d'exemplaires vendus (cinq jeux : New Super Mario Bros., Pokémon Diamant et Perle, Pokémon Noir et Blanc, Animal Crossing: Wild World et More Brain Training) et neuf jeux Nintendo DS se classent parmi les 30 meilleures ventes du pays. Au niveau mondial, la console connaît six titres dépassant les 15 millions d'exemplaires distribués, dont trois qui dépassent les 20 millions. New Super Mario Bros. est le jeu le plus vendu de la console avec 30,80 millions d'exemplaires vendus.
Liste des 10 jeux les plus vendus sur Nintendo DS :
| Rang | Jeu                                                                                   | Année de sortie | Ventes         |
| ---- | ------------------------------------------------------------------------------------- | --------------- | -------------- |
| 1    | New Super Mario Bros.                                                                 | 2006            | 30,80 millions |
| 2    | Nintendogs                                                                            | 2005            | 23,96 millions |
| 3    | Mario Kart DS                                                                         | 2005            | 23,60 millions |
| 4    | Programme d'entraînement cérébral du Dr Kawashima : Quel âge a votre cerveau ?        | 2005            | 19,01 millions |
| 5    | Pokémon Diamant et Perle                                                              | 2006            | 17,67 millions |
| 6    | Pokémon Noir et Blanc                                                                 | 2010            | 15,64 millions |
| 7    | Programme d'entraînement cérébral avancé du Dr Kawashima : Quel âge a votre cerveau ? | 2005            | 14,88 millions |
| 8    | Pokémon Or HeartGold et Argent SoulSilver                                             | 2009            | 12,72 millions |
| 9    | Animal Crossing: Wild World                                                           | 2005            | 11,75 millions |
| 10   | Super Mario 64 DS                                                                     | 2004            | 11,06 millions |

## Piratage
Comme toutes les précédentes consoles portables produites par Nintendo, la Nintendo DS n'échappe pas aux hackers. De nouveaux linkers sont apparus pour répondre aux spécificités de la console. Ces accessoires non officiels permettent l'utilisation de homebrews ou de copie de sauvegarde de jeux officiels. Cette dernière utilisation est bien sûr comparable à d'autres formes de piratage.
Au niveau technique, les derniers linkers, ceux utilisant le slot 1 (emplacement permettant de jouer avec une cartouche originale) de la console, prennent la forme d'une cartouche Nintendo DS classique. Ces linkers contiennent soit de la mémoire flash interne soit un lecteur de carte SD (mini ou micro).
Ces linkers permettent également de pallier les manques de la console. De nombreux développeurs créent des homebrews, des petits programmes qui s'exécutent sur la console au même titre qu'un jeu par exemple. Le homebrew le plus célèbre pour la Nintendo DS est sans conteste MoonShell, qui permet la lecture de fichiers audio ou vidéo, mais aussi des images et des fichiers textes.
Ces linkers et homebrews fonctionnent en prenant le contrôle du système de la Nintendo DS. On peut d'ailleurs s'en rendre compte, vu que l'écran habituel de la Nintendo DS n'apparaît pas.
Nintendo a porté plainte début décembre 2007 contre les revendeurs de ces linkers sur le sol français. Certains magasins voient alors leurs stocks saisis. Le 3 décembre 2009, une décision de justice est prise en faveur du site Divineo, qui échappe à l'interdiction de vente de linkers. Nintendo annonça sa volonté de faire appel de la décision du tribunal dès le lendemain. Finalement, la vente de linkers devient illégale en France en 2011 à la suite d'une décision judiciaire en appel.